# Delano (Pennsilvània)
Delano és una concentració de població designada pel cens dels Estats Units a l'estat de Pennsilvània. Segons el cens del 2000 tenia 377 habitants.

## Demografia
Segons el cens del 2000, Delano tenia 377 habitants, 163 habitatges, i 118 famílies. La densitat de població era de 234,8 habitants per quilòmetre quadrat.
Dels 163 habitatges en un 25,2% hi vivien nens de menys de 18 anys, en un 54% hi vivien parelles casades, en un 12,3% dones solteres, i en un 27% no eren unitats familiars. En el 24,5% dels habitatges hi vivien persones soles el 12,3% de les quals corresponia a persones de 65 anys o més que vivien soles. El nombre mitjà de persones vivint en cada habitatge era de 2,31 i el nombre mitjà de persones que vivien en cada família era de 2,74.
Per edats la població es repartia de la següent manera: un 17,2% tenia menys de 18 anys, un 9,5% entre 18 i 24, un 26% entre 25 i 44, un 26,8% de 45 a 60 i un 20,4% 65 anys o més.
L'edat mediana era de 44 anys. Per cada 100 dones de 18 o més anys hi havia 108 homes.
La renda mediana per habitatge era de 32.344 $ i la renda mediana per família de 39.583 $. Els homes tenien una renda mediana de 27.031 $ mentre que les dones 17.417 $. La renda per capita de la població era de 15.460 $. Entorn del 5% de les famílies i el 3,3% de la població estaven per davall del llindar de pobresa.

## Poblacions més properes
El següent diagrama mostra les poblacions més properes.